# Associazione Calcio Como 1964-1965
Questa pagina raccoglie le informazioni riguardanti l'Associazione Calcio Como nelle competizioni ufficiali della stagione 1964-1965.

## Rosa
| N. |                   | Ruolo | Calciatore          |
| -- | ----------------- | ----- | ------------------- |
|    | Italia (bandiera) | P     | Ademaro Breviglieri |
|    | Italia (bandiera) | P     | Pietro Carmignani   |
|    | Italia (bandiera) | D     | Bruno Ballarini     |
|    | Italia (bandiera) | D     | Enrico Boriani      |
|    | Italia (bandiera) | D     | Mario Calosi        |
|    | Italia (bandiera) | D     | Giuseppe Casanova   |
|    | Italia (bandiera) | D     | Adamo Puccini       |
|    | Italia (bandiera) | C     | Franco Benfatto     |
|    | Italia (bandiera) | C     | Emiliano Mascetti   |
|    | Italia (bandiera) | C     | Settimo Pestrin     |

| N. |                   | Ruolo | Calciatore        |
| -- | ----------------- | ----- | ----------------- |
|    | Italia (bandiera) | C     | Alberto Sironi    |
|    | Italia (bandiera) | C     | Sergio Tenente    |
|    | Italia (bandiera) | C     | Luigi Testa       |
|    | Italia (bandiera) | C     | Arnaldo Villa     |
|    | Italia (bandiera) | A     | Albino Cella      |
|    | Italia (bandiera) | A     | Sergio Dossena    |
|    | Italia (bandiera) | A     | Mario Fabiani     |
|    | Italia (bandiera) | A     | Mario Florin      |
|    | Italia (bandiera) | A     | Romano Giacomucci |
|    | Italia (bandiera) | A     | Giorgio Girol     |